# Kanton Bondy-Nord-Ouest
Kanton Bondy-Nord-Ouest (fr. Canton de Bondy-Nord-Ouest) je francouzský kanton v departementu Seine-Saint-Denis v regionu Île-de-France. Tvoří ho pouze severozápadní část města Bondy.